# Kurwa Gorari
Kurwa Gorari – wieś w Indiach położona w stanie Uttar Pradesh, w dystrykcie Azamgarh, w tehsilu Sagri.
Całkowita powierzchnia miejscowości wynosi 40,37 ha (0,4037 km²). Według spisu z 2011 we wsi znajduje się 45 domów i zamieszkuje ją 330 osób.